# Erwin Kock
Erwin Kock (* 7. Dezember 1905 in St. Petersburg; † 23. Januar 1979 in Wien) war ein österreichischer evangelischer Pfarrer.

## Leben
Kock studierte nach Erlangung seiner Hochschulreife Evangelische Theologie und wurde zum Pastor ordiniert. Er gehörte zu den wenigen Pfarrern, die aktiv Widerstand leisteten gegen den Anschluss Österreichs an Nazideutschland und der sich für verfolgte Juden einsetzte.
Nach der Befreiung vom Nationalsozialismus wurde Kock in der Vereinigung der Verfolgten des Naziregimes (VVN) tätig und wurde Mitglied im Österreichischen Friedensrat. 1948 hielt er eine Gedenkrede anlässlich der Einweihung eines Gedenkkreuzes für österreichische KZ-Opfer und politisch Verfolgte auf dem Wiener Zentralfriedhof.
In der VVN-Zeitschrift Der neue Mahnruf trat er mit Artikeln hervor, in denen er den jüdischen und politischen Opfern des NS-Regimes ein Andenken errichtete. Im Juni 1950 hielt er als Obmann des Österreichischen Friedensrates das Hauptreferat auf dem Ersten Österreichischen Friedenskongress im Großen Konzerthaussaal von Wien, wo sich 2100 Delegierte aus 300 Friedensgruppen des Landes versammelt hatten. Seit der Gründung der Christlichen Friedenskonferenz 1958 gehörte er zu ihren Mitarbeitern. Sein Eintreten gegen Rassismus und Antisemitismus gehört zu den Aktivposten seines Lebens.

## Veröffentlichungen
- Sammelaktion für das Gedenkkreuz, in: Der neue Mahnruf, Nr. 1, 1. Oktober 1948
- Den Toten zur Ehre — Den Lebenden zur Lehre, in: Der neue Mahnruf, Nr. 2, 15. November 1948.